# Zinder (region)
Zinder er en af Nigers syv regioner. Den har et areal på 155.778 km², og havde 2.824.468 indbyggere i 2010. Regionens hovedstad er byen Zinder.

## Geographie
Zinder grænser på de tre sider til nigerske regioner: mod øst ligger Maradi, mod nord Agadez og mod vest Diffa. Syd for Zinder ligger de nigerianske delstater Jigawa, Katsina og Yobe. 

## Befolkning
Befolkningen består for en stor del af  Hausafolk  som udgør  69 %. Andre befolkningsgrupper er Kanuri med 13 %, Fulbe med 9 %, Tuareger med 7 % und Tubu med 1 %.

Zinder er inddelt i fem departementer: Goure, Magaria, Matameye, Mirriah og Tanout.

## Eksterne kilder og henvisninger
1. ↑  Websted for  Institut National de la Statistique du Niger, set  27. december 2009.

- Wikimedia Commons har flere filer relateret til Zinder (region)

13°42′N 9°12′Ø / 13.700°N 9.200°Ø